# Jakob Dylan
Jakob Luke Dylan (ur. 9 grudnia 1969 w Nowym Jorku) – główny wokalista i autor większości piosenek dla rockowego zespołu The Wallflowers, z którym nagrał m.in. wysoko notowany album Bringing Down the Horse (1996). Napisał m.in. „6th Avenue Heartache” i „One Headlight”, który znalazł się na 58. miejscu listy 100. największych popowych utworów magazynu „Rolling Stone”. Zdobył dwie nagrody Grammy i wydał dwa solowe albumy: Seeing Things (2008) i Women + Country (2010), który osiągnął 12. miejsce na liście Billboard 200.

## Życiorys
Syn modelki Sary Dylan (z domu Shirley Marlin Noznisky) i muzyka folkowego Boba Dylana. Jego rodzeństwo to Jesse (ur. 6 stycznia 1966), Maria Lowndes (ur. 21 października 1961), Anna Leigh (ur. 11 lipca 1967), Samuel Abraham (ur. 30 lipca 1968) i przyrodnia siostra Desiree Gabrielle Dennis-Dylan (ur. 31 stycznia 1985). W 1988 ukończył Windward High School w Los Angeles. Studiował sztukę w Parsons School for Design w Greenwich Village.
Razem z zespołem Dylan nagrał 5 albumów. The Wallflowers zdobyło 2 nagrody Grammy w kategorii Najlepsze rockowe wykonanie duetu lub grupy muzycznej oraz Najlepsza piosenka rockowa. Ich utwór „One Headlight” został uznany przez VH1 teledyskiem roku 1997.
Dylan, wspólnie z Dhani Harrisonem wziął udział w projekcie Amnesty International – Eyes on Darfur, związanym z konfliktem w Darfurze, nagrywając cover „Gimme Some Truth” Johna Lennona na płytę Instant Karma: The Amnesty International Campaign to Save Darfur.
W maju 2011 otrzymał honorowy tytuł doktora literatury na Idaho State University w Pocatello, w Idaho.
W 1992 ożenił się z Paige, z którą ma czwórkę dzieci: Levi’ego (ur. 1994), Jamesa (ur. 1998), trzecie (ur. 2000) i czwarte (ur. 2007).